# Стиви Рей Вон
Стиви Рей Вон (на английски: Stevie Ray Vaughan) е американски блус китарист и певец, който е смятан за един най-влиятелните изпълнители на електрическа китара в историята на блуса.

## Живот и кариера
Стиви Рей Вон е роден като Стивън Рей Вон (Stephen Ray Vaughan) на 3 октомври 1954 в Методистката болница в Далас, Тексас. Първата си китара получава на 7-годишна възраст. Около 1963 г. Стиви купува плоча с песента на Лууни Мак „Wham“, която толкова пъти повтаря, че баща му я разбива на парчета. През същата година Стиви получава от по-големия си брат – Джими и първата си електрическа китара.
Когато е в гимназията, започва да свири в различни местни групи, които рядко успяват да получат ангажименти в местните нощни клубове. На 17-годишна възраст напуска училището и се концентрира изцяло върху музиката. Първата истинска група на Стиви Рей е The Cobras, които свирят в различни клубове и барове в Остин, Тексас в средата на 70-те години. През 1975 г. той сформира нова група Triple Threat. В Triple Threat участва басистът Джаки Нюхауз, барабанистът Крис Лейтън и певицата Лу Ан Бартън. След няколко години свирене по нощни клубове Бартън напуска групата, която сменя името си на Double Trouble (по едноименната песен на Отис Ръш), а Стиви Рей поема функциите на водещ вокал. Томи Шанън замества Нюхауз на бас-китарата.
През следващите няколко години Стиви Рей Вон и Double Trouble свирят предимно в Остин като се превръщат в една от най-популярните блус-групи в Тексас.
През 1981 г. концерт на групата е заснет и мениджърът на Стиви дава касетата на Мик Джагър, който кани Double Trouble да свирят на частно парти на Rolling Stones в New York’s Danceteria през април 1982 г.
На 17 юли 1982 г. Double Trouble свирят на Джаз фестивала в Монтрьо (Montreux Jazz Festival), а участието им е белязано от бурните освирквания на няколко слушатели от публиката, които не харесват тежкото блус звучене на групата. По ирония на съдбата, именно това участие е прелом в кариерата на Стиви Рей. Групата получава „Грами“ за изпълнението си на „Texas Flood“, а Стиви е забелязан от Дейвид Бауи и Джаксън Брауни. Дейвид Бауи му предлага да участва в албума „Let's Dance“, който впоследствие има сериозен комерсиален успех. Брауни също предлага на младия китарист участие в поредния си албум и освен това предоставя на Double Trouble свободно време за запис в собственото му студио в Лос Анджелис, които те използват, за да запишат албума „Texas Flood“. Скоро след това Джон Хамънд предлага на Стиви Рей и Double Trouble договор със звукозаписната компания Epic.
Дебютният албум на Стиви Рей Вон „Texas Flood“ е представен през лятото на 1983 г., няколко месеца след появата на „Let's Dance“. Сам по себе си „Let's Dance“ привлича вниманието и към Стиви, но „Texas Flood“ е истински успех. Албумът получава положителни оценки, както от блус-, така и от рок-аудиторията и достига до номер 38 в чартовете. Дейвид Бауи предлага на Вон да го придружава на турнето му като соло китарист, но Стиви предпочита да свири с Double Trouble.
Скоро след като предприема едно успешно турне Double Trouble записва втория си албум „Couldn't Stand the Weather“, който излиза на пазара през май 1984 г. Албумът е по-успешен от предшестващия и достига до номер 31 в класациите, като до края на 1985 г. става „златен“ по продажби.
Double Trouble привличат в състава си и пианиста Рийз Уайнанс през 1985 г., а през същата година издават и поредния си албум, „Soul To Soul“. Той достига до номер 34 в класациите.
Въпреки отлично развиващата се музикална кариера Стиви Рей сериозно страда от алкохолна и наркотична зависимост. Пренебрегвайки влошаващото си здраве, той продължава активната си концертна и звукозаписна дейност. През септември 1986 г. Стиви Рей колабира на сцената в Лудвигсхафен, Германия. Независимо от това той с мъка изкарва още два концерта, но е принуден да постъпи в клиника. Лечението е успешно и до деня на смъртта си Стиви Рей Вон не употребява алкохол и наркотици.
През октомври 1986 г. на пазара излиза двойният концертен албум „Live Alive“.
През 1988 г. отново Стиви Рей Вон и Double Trouble започват активна концертна дейност и записват поредния си албум „In Step“, който достига до номер 33 в класациите. „In step“ печели „Грами“ за „Най-добър съвременен блус албум“ и става „златен“ по продажби едва шест месеца след излизането си.
През лятото на 1990 г. Стиви записва съвместно с брат си Джими албума „Family style“, който е предвиден за продажба в края на годината. През август 1990 Double Trouble предприемат турне, като няколко концерта са предвидени съвместно с Ерик Клептън, Бъди Гай и Робърт Крей. На 26 август 1990 г. е последният концерт на Стиви Рей Вон, който изпълнява на бис песента „Sweet Home Chicago“, заедно с Клептън, Гай и Крей. След концерта Стиви Рей Вон се качва на хеликоптер, който трябва да го отведе в Чикаго, но малко след излитането си той се разбива в скалите край Ист Трой, Уискънсин. Целият екипаж загива. Вон е само на 35 години.
През 1991 г. губернаторът на Тексас обявява рождената му дата 3 октомври за „Ден на Стиви Рей Вон“.
През 1994 г. в Остин, Тексас е издигнат мемориален паметник на Стиви Рей Вон.

## Китарите на Стиви Рей Вон
Стилът на свирене на Стиви Рей Вон е силно повлиян от блус-китариста Албърт Кинг, както и от този на Джими Хендрикс. Той обаче успява да постигне свое собствено звучене. Това се дължи както на виртуозната му техника, така и на дебелината на струните, които той използва. Първата китарна „ми“ струна, която обикновено е с дебелина от 0,09" при Стиви Рей е 0,13", което придава по-плътен цялостен звук на звученето. Такава дебелина на струните е причина за по-голямото им опъване при настройката на китарата, което е превръщало свиренето в истинско изпитание за физиката на Стиви.
Може би най-известната китара на Стиви Рей е „Number One“ („Номер Едно“), която е модел „Фендер Стратокастър“. Той купува „Number One“ още в началото на кариерата си и прави през годините редица подобрения по нея. Няколко седмици преди смъртта му, при един сценичен инцидент, грифът на китарата се счупва. (виж поличба) През 1992 г. Фендер създават модела Stevie Ray Vaughan Signature Stratocaster, който е копие на „Number One“.
Друга китара на Стиви Рей Вон е „Lenny“ („Лени“), която е модел „Фендер Стратокастър“ от 1963 г. и е кръстена на името на жената на Вон – Леонор. Стиви вижда за пръв път китарата в една заложна къща, но по онова време няма пари да си я позволи. Приятелят му Байрън Бар я купува и заедно с Леонор му я поднасят за рождения му ден през 1976 г.
„Charley“ („Чарли“) е „Стратокастър“, който е сглобен за него от приятеля му Чарли Вирз.
„Red“ („Червената“) е „Стратокъстър“ от 1964 г., която е с гриф, предвиден за левичари. Стиви я използва, за да наподобява звука на Отис Ръш и Джими Хендрикс.
Всичките китари на Стиви Рей Вон са притежание на брат му Джими.

## Дискография
1. Texas Flood (1983)
2. Couldn't Stand the Weather (1984)
3. Soul to Soul (1985)
4. Live Alive! (Live, 1986)
5. In Step (1989)
6. Family Style (1990)
7. The Sky Is Crying (1991)
8. In The Beginning (Live, 1992)
9. Live At Carnegie Hall (Live, 1997)
10. Greatest Hits (1995)
11. The Real Deal: Greatest Hits Volume 2 (1999)
12. Blues at Sunrise (2000)